# Vzduch je cítit rudě
Vzduch je cítit rudě (v originále Le Fond de l'air est rouge) s podtitulem Scènes de la Troisième Guerre mondiale (1967-1977) tj. Scény z třetí světové války (1967-1977) je francouzský dokumentární film z roku 1977, který režíroval Chris Marker. Snímek měl světovou premiéru v listopadu 1977.

## Členění filmu
Film je členěn na dvě části, z nichž každá má dvě kapitoly.
- Část první: Křehké ruce (Les Mains fragiles)
  - I. Od Vietnamu až po smrt Che (Du Vietnam à la mort du Che)
  - II. Květen 68 a to všechno (Mai 68 et tout ça)
- Část druhá: Uříznuté ruce (Les Mains coupées)
  - I. Od Pražského jara ke Společnému programu (Du printemps de Prague au Programme commun)
  - II. Od Chile k čemu vlastně? (Du Chili à quoi au fait ?)

## Ocenění
- César: nominace na nejlepší střih (Chris Marker)